# パシッグ
パシッグ（Pasig）は、フィリピンのメトロ・マニラと呼ばれるマニラ首都圏（National Capital Region, NCR）に属する市である。面積は31.00km2、人口は505,058人（2000年）である。

## 歴史
もともとは東に接するリサール州の州域で、この州都であったが、マニラ首都圏に組み込まれたため、リサール州の州都はアンティポロに移っている。

## 外部リンク

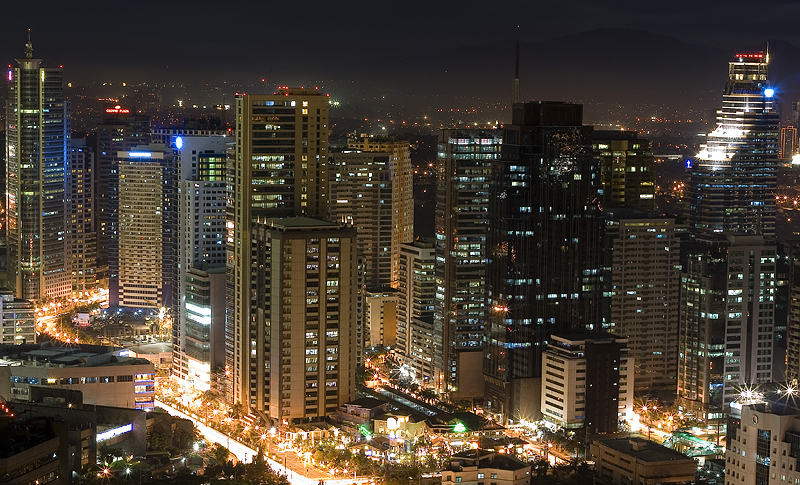
パシッグ市内のオルティガス・センター